# T.I. Presents the P$C: 25 to Life
T.I. Presents the P$C: 25 to Life (también conocido simplemente como 25 to life) es el álbum debut del grupo de rap sureño P$C, el cual salió a la ven el 28 de junio del 2005, alcanzó la décima posición en la lista de las Estados Unidos. Los principales singles fueron "I'm a King", en colaboración de Lil' Scrappy y "Do Ya Thang", el cual (pese a no tener ninguna repercusión en las listas de ventas) se hizo famoso por aparecer en el videojuego Need for Speed: Most Wanted. El álbum recibió críticas mixtas y vendió más de medio millón de copias solo en los Estados Unidos. El nombre del álbum viene de la edad que tenían los componentes del grupo en aquel momento. Un vídeo para la canción "Set It Out" fue lanzado al mercado, como posible tercer sencillo, sin embargo esto nunca sucedió.

## Lista de canciones
| #  | Título               | Productor              | Colaborador  | Duración |
| -- | -------------------- | ---------------------- | ------------ | -------- |
| 1  | "25 to Life"         | Tony Galvin            | —            | 5:00     |
| 2  | "Westside"           | DJ Montay              | —            | 4:44     |
| 3  | "Fuck Where Ya From" | Black Mob              | Young Jeezy  | 4:17     |
| 4  | "Do Ya Thang"        | Keith Mack             | Young Dro    | 4:26     |
| 5  | "Walk This Way"      | Tony Galvin            | Cee-Lo Green | 4:22     |
| 6  | "I'm a King"         | Lil' Jon               | Lil' Scrappy | 3:32     |
| 7  | "Like a Movie"       | Reese & Jasper Cameron | Lloyd        | 4:09     |
| 8  | "Lookin' Shife"      | Tony Galvin            | —            | 5:05     |
| 9  | "Still I Luv Her"    | Sapp                   | —            | 4:52     |
| 10 | "Coming Down"        | Tony Galvin            | —            | 5:03     |
| 11 | "Mess It Up"         | Crown Kingz            | Young Dro    | 4:17     |
| 12 | "Touch Something"    | Tony Galvin            | —            | 3:56     |
| 13 | "Murder Game"        | Keith Mack             | —            | 5:48     |
| 14 | "Set It Out"         | Keith Mack             | —            | 3:56     |
| 15 | "#1 Crew"            | Kevin "Khao" Cates     | —            | 4:26     |

## En las listas

### Álbum
| Nombre                 | Posición |
| ---------------------- | -------- |
| Billboard 200          | # 10     |
| Top R&B/Hip-Hop Albums | # 4      |
| Top Rap Albums         | # 3      |

### Sencillos

#### "I'm a King"
| Lista                            | Posición |
| -------------------------------- | -------- |
| Hot R&B/Hip-hop Singles & Tracks | # 16     |
| Hot Rap Tracks                   | # 14     |
| Pop 100                          | # 77     |
| Billboard Hot 100                | # 10     |

#### "Do Ya Thang"
| Lista                            | Posición |
| -------------------------------- | -------- |
| Hot R&B/Hip-hop Singles & Tracks | # —      |
| Hot Rap Tracks                   | # —      |
| Rhythmic Top 40                  | # —      |
| Billboard Hot 100                | # —      |